# 울브리히트 독트린
울브리히트 독트린(영어: Ulbricht Doctrine)이란 동독의 서기장 발터 울브리히트의 외교 정책으로, 동독과 서독의 외교 관계는 두 나라가 각자의 주권을 인정할 때 생길 수 있다고 주장한 정책이다. 이는 서독만이 합법적인 국가라고 주장하던 서독의 할슈타인 독트린과는 상반되는 것이었다. 이 견해에 대해 동독은 서독이 동독의 주권을 인정할 때까지 관계 정상화를 하지 않기로 합의한 체코슬로바키아와 폴란드, 헝가리, 불가리아 등의 지지를 받았다.
서독은 이에 대해 할슈타인 독트린을 폐기하고 동방 정책을 채택했다. 1972년 12월 동독과 서독 사이에 두 나라를 별개의 국가로서 세계적으로 재인식하게 하는 조약을 체결했다. 또한 이 조약으로 인해 외교 사절의 교환과 독일 민주 공화국과 독일 연방 공화국이 유엔에 동시 가입하는 것이 가능해졌다.

## 같이 보기
- 할슈타인 독트린
  - 유일한 합법 정부
- 자석 이론 (Magnet Theory, '힘의 우위' 정책 ('힘의 우위'에 바탕을 둔 통일 정책))
- 동방 정책 (접근을 통한 변화 (Transformation through Rapprochement), 작은 걸음 정책 (Small Step Policy))
- 동서독 정상회담
- 동서독 기본 조약
- 동서독 동시 유엔 가입
- 동유럽 혁명
- 범유럽 피크닉
- 동독 월요 시위
- 베를린 장벽 붕괴
- 독일관련 최종해결에 관한 조약 (2+4 조약)
- 독일의 재통일